# Josu Erkoreka
Pour les articles homonymes, voir Erkoreka.
Josu Iñaki Erkoreka Gervasio, né le 3 juillet 1960 à Bermeo, est un homme politique et professeur de droit administratif espagnol.

## Biographie

### Vie privée
Il est marié et père de deux enfants.
Il a écrit un livre avec Iñaki Anasagasti intitulé Deux familles basque : Areilza et Aznar dans lequel il raconte l'histoire de Manuel Aznar Zubigaray, le grand-père de José María Aznar.

### Formation et carrière professionnelle
Josu Erkoreka est titulaire d'une licence en droit, obtenue à l'université de Deusto en 1982. Il obtient son doctorat à l'université du Pays basque et exerce en tant que professeur de droit administratif à Deusto et à l'école des pratiques juridiques de l'université du Pays basque.
Il est conseiller juridique au secrétariat général du régime juridique du gouvernement basque, en situation de services spéciaux.

### Parlementaire national et porte-parole
Il est secrétaire général de 1990 à 1995 puis directeur de l'Institut basque de l'Administration publique (IVAP) de 1995 à 2000. Il est élu député au Congrès des députés lors des élections générales du 12 mars 2000 pour la circonscription de Biscaye. Il reçoit en 2002 le prix du député "révélation". Il est réélu lors du scrutin du 14 mars 2004 et devient porte-parole du groupe parlementaire basque en remplacement d'Iñaki Anasagasti élu sénateur. De nouveau réélu lors des scrutins du 9 mars 2008 et du 20 novembre 2011, il continue à la tête du groupe parlementaire. En 2008, il est primé comme meilleur orateur par l'Association des journalistes parlementaires (APP).

### Retour sur le plan régional
Il est nommé conseiller à l'Administration publique et à la Justice ainsi que porte-parole du gouvernement basque par le lehendakari Iñigo Urkullu le 17 décembre 2012 et abandonne en conséquence son mandat de parlementaire national. Il est remplacé par Aitor Esteban à la direction du groupe parlementaire.
Avec la nomination du deuxième gouvernement d'Iñigo Urkullu, le 28 novembre 2016, il change d'attributions et se charge de la Gouvernance publique et de l'Auto-gouvernement tout en conservant le porte-parolat. Au vu des bonnes relations qu'il entretient avec la vice-présidente Soraya Sáenz de Santamaría et avec divers cadres du PSOE dont Alfredo Pérez Rubalcaba, sa nomination est perçue comme un réchauffement des relations entre le gouvernement central et la communauté autonome du Pays basque après des années d'éloignement.